# Nils Arvidsson Hägerflycht

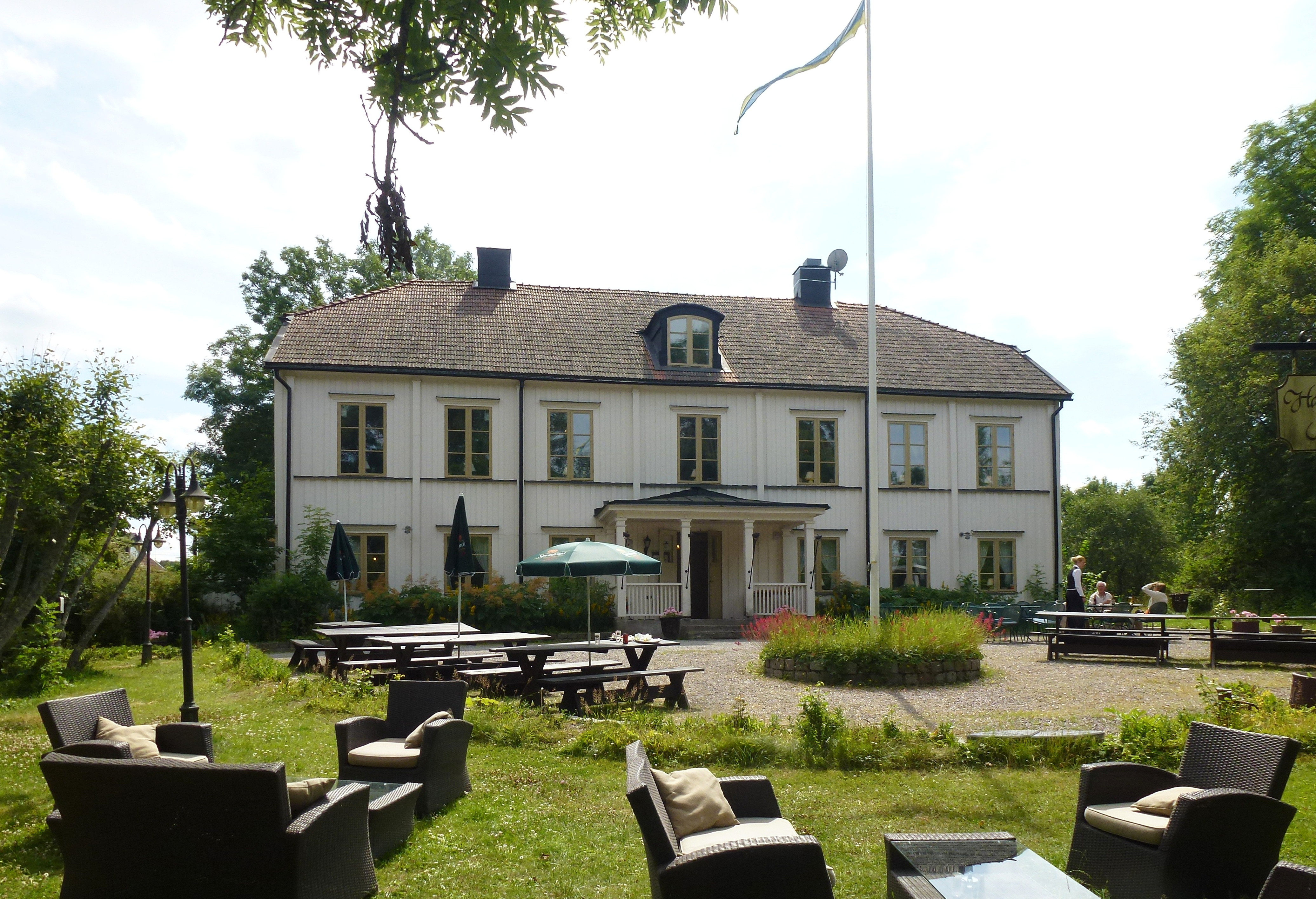
Hägerstalunds gård, byggd på initiativ av Hägerflycht på 1680-talet och uppkallad efter honom.

Nils Arvidsson Hägerflycht, ursprungligen Weinheim, född 30 september 1635 i Vä i Kristianstad, död och begraven 1702 i Hakarps socken, var en svensk assessor och ämbetsman, som anses vara den som gjorde bygget av Hakarps kyrka möjligt 1694.
Arvidsson Hägerflycht ses som en av de mest inflytelserika personerna i Hakarps historia. När han hade som flest gårdar ägde han nästan halva Hakarps socken: säterierna Göransberg, Hakarp, gårdarna Gunnestorp, Slögestorp, Ingelycke, Eskilstorp, Baggarp och alla tre gårdarna i Dalskog.
År 1660 blev han tullinspektor i de områden som genom freden i Roskilde blev svenska 1658. Namnet Hägerflycht fick han då han blev adlad 1675 av Karl XI och skall ha kommit från att han i kungens åsyn sköt en häger i flykten. År 1692 bosatte han sig på Hakarps säteri, varpå han 1694 gjorde nybygget av Hakarps nya kyrka möjligt genom en stor pengainsats samt tillskott på arbetare.
Hägerflycht var gift med Helena Duberg och hade med henne sju barn.
Nils Arvidsson Hägerflycht ägde tre hemman i Håga by i Järfälla socken. Håga by kartlades 1687. Efter Jakob Lilliehööks död 1657 övergick det lilliehöökska hemmanet Håga på hans änka Brita Cruus af Gudhem (1641–1716), som ännu vid 1600-talets slut ägde det. Håga utgjorde ursprungligen en by på fyra frälsegårdar och av byns fyra gårdar låg tre i rad omedelbart intill och öster om Säbyån, medan den fjärde gården låg lite längre åt öster. Nils Hägerflycht ägde de tre förstnämnda gårdarna, de två nordligaste av dessa var så kallade helgårdar. Den sydligaste av Hägerflychts gårdar samt Brita Cruus' gård var så kallade halvgårdar. Vid Nils Hägerflychts död 1702 övergick hans gårdar till sonen Arvid Nilsson Hägerflycht (1665-1751), som 1705 av Brita Cruus också köpte den fjärde gården, så att hela Håga by nu ägdes på en hand under säteriet Hägerstalund. Sonen Nils Arvidsson var liksom fadern assessor, men i reduktionskommissionen. Efter Nils Arvidsson Hägerflychts död 1702 övergick gårdarna i Sten och Yttersten by i Järfälla socken också till sonen, och byn kartlades 1710.

## Gåvor
1694 skänkt Hägerflycht en orgel med 5 stämmor till Hakarps kyrka.